# Nationale Vergadering (Centraal-Afrikaanse Republiek)
De Nationale Vergadering (Frans: Assemblée nationale) is het lagerhuis van het parlement van de Centraal-Afrikaanse Republiek en bestaat uit 140 leden die via een districtenstelsel (twee verkiezingsronden) worden gekozen voor een termijn van vijf jaar.
De grootste partij in de Nationale Vergadering is de Union Nationale pour la Démocratie et le Progrès (UNDP) met 13 zetels; de meeste parlementariërs (56) zijn echter partijloos. Laurent Ngon Baba is sinds 2018 voorzitter van de Nationale Vergadering.
Sinds de ratificatie van de grondwet van de Centraal-Afrikaanse Republiek in 2016 kent het parlement een hogerhuis, de Senaat. Vooralsnog is er echter nog geen Senaat gekozen.

## Zetelverdeling

Zetelverdeling na de verkiezingen van 2020

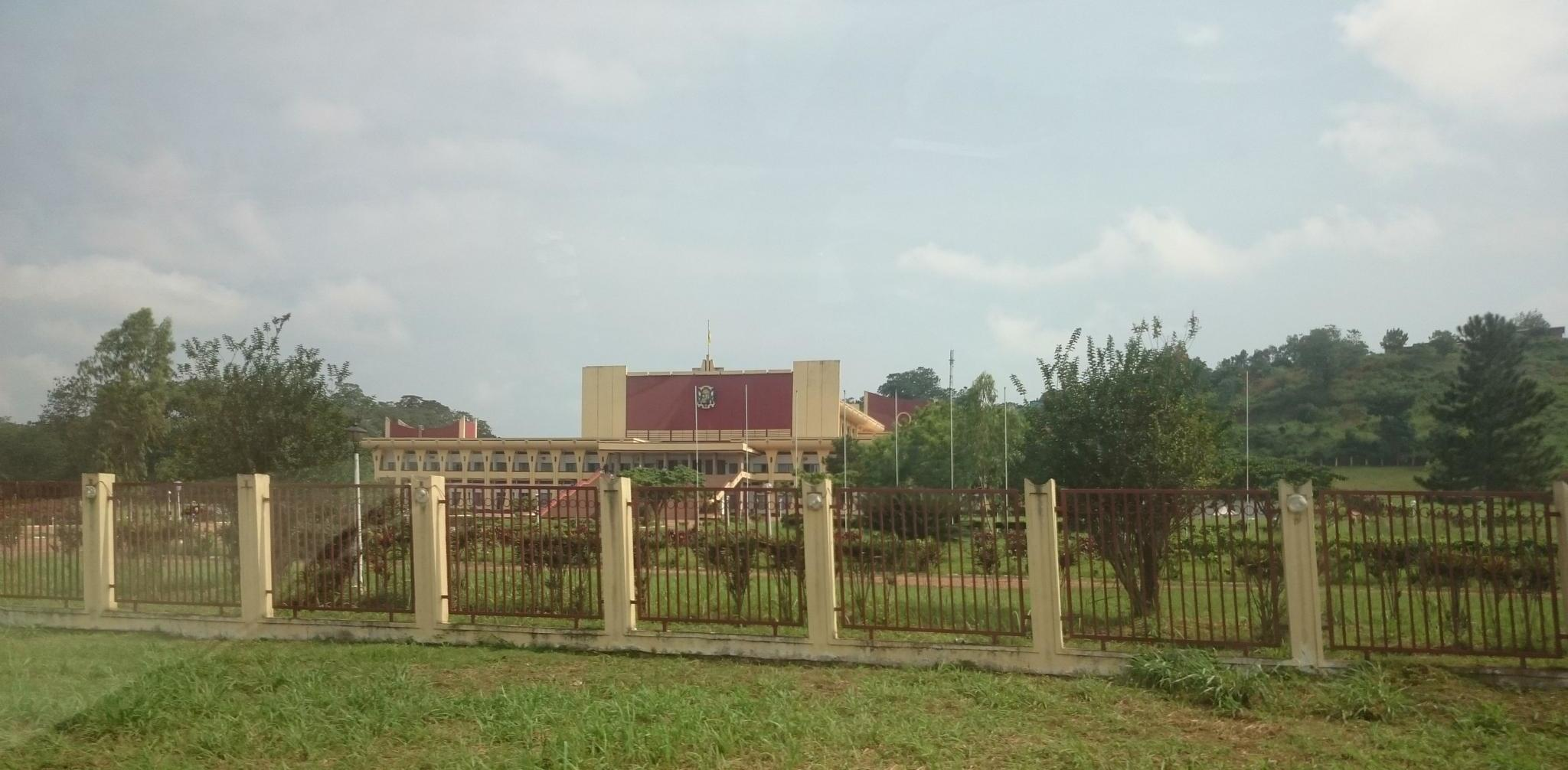
Parlementsgebouw in Bangui